# آفریقای غربی فرانسه
آفریقای غربی فرانسه (به فرانسوی: Afrique occidentale française, AOF) فدراسیونی از مستعمرات فرانسه در آفریقا، در برگیرندهٔ موریتانی، سنگال، سودان فرانسه، گینه فرانسه، ساحل عاج، ولتای علیا، دائومی و نیجر بود. این فدراسیون از ۱۸۹۵ تا ۱۹۶۰ میلادی پایدار بود. پایتخت آفریقای غربی فرانسه شهر داکار بود. این مستعمره ۴۶۸۹۰۰۰کیلومتر مربع وسعت داشت که بیشتر این مساحت دربرگیرندهٔ بیابان یا نیمه‌بیابانی بود. همچنین در آغاز تشکیل آن این آفریقای غربی فرانسه ۱۰ میلیون جمعیت داشت که در زمان انحلال آن این جمعیت به ازون بر ۲۵ میلیون تن می‌رسید.

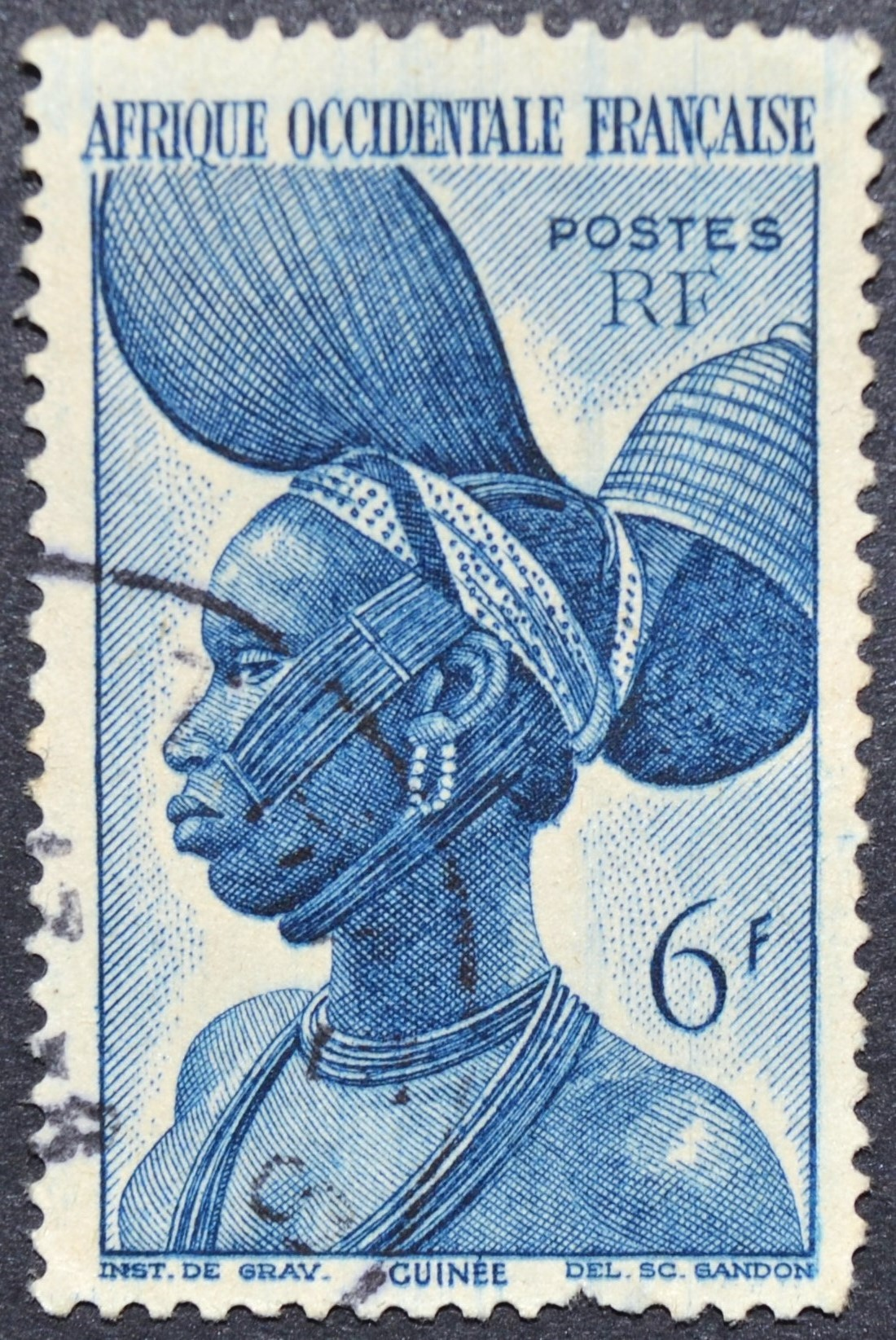
تمبری از آفریقای غربی فرانسه

## جستارهی وابسته
- استعمار
- استعمارزدایی
- تاریخ استعمارگری فرانسه